# Amyema longipes
Amyema longipes là một loài thực vật có hoa trong họ Loranthaceae. Loài này được (Danser) Barlow mô tả khoa học đầu tiên năm 1992.